# Псковский радиотелецентр РТРС
Псковский радиотелецентр РТРС (филиал РТРС «Псковский ОРТПЦ») — подразделение Российской телевизионной и радиовещательной сети, основной оператор эфирного цифрового и аналогового телевизионного и радиовещания в Псковской области, исполнитель мероприятий по строительству цифровой эфирной телесети в регионе в соответствии с федеральной целевой программой «Развитие телерадиовещания в Российской Федерации на 2009—2018 годы».
Радиотелецентр предоставляет 99,94 % жителей региона возможность бесплатно принимать 20 обязательных общедоступных телеканалов и три радиостанции в стандарте DVB-T2, а также региональные программы ГТРК «Псков» на телеканалах «Россия 1» и «Россия 24». Филиал транслирует в регионе 20 радиостанций. Эфирную трансляцию в регионе обеспечивают 27 радиотелевизионных передающих станций. До перехода на цифровое ТВ большинству населения области были доступны в среднем три телевизионные и две радиовещательные программы.
Помимо трансляции телерадиопрограмм филиал оказывает услуги по размещению и обслуживанию оборудования операторов связи, участвует в оповещении населения о чрезвычайных ситуациях и обеспечении социально значимых объектов широкополосным интернетом.

## История
В середине 1950-х годов в Псковской области проводились эксперименты по дальнему приему телепередач от телецентров Ленинграда, Риги и Таллина. По итогам экспериментов связисты пришли к выводу о необходимости строительства в Пскове типового программного телецентра.
В марте 1959 года был готов проект телецентра, в апреле началось строительство.
В строительстве участвовали местные предприятия.
В ноябре 1960 года строительство Псковского телецентра завершилось.
4 ноября 1960 года начались пробные передачи. Программы транслировались два-три раза в неделю по два-три часа. Передачи были доступны жителям Пскова и ближайших населенных пунктов в радиусе до 10 км от телецентра.
В 1961—1962 годах построена РРЛ Псков — Тарту, обеспечившая возможность трансляции в этих населенных пунктах Центрального телевидения. В мае 1963 года телецентр был введен в эксплуатацию, началась регулярная трансляция Центрального телевидения (ЦТ) в местной студии.
В конце 1967 года введена в эксплуатацию РРЛ Псков — Великие Луки.
Осенью 1976 года в Пскове началась трансляция Второй программы ЦТ.
С 1970 по 1979 годы радиотелецентр установил одноваттные необслуживаемые ретрансляторы для телевещания в населенных пунктах, входящих в зону радиотени. В начале 1980-х построены РРЛ Псков-Дедовичи, телецентр в поселке Дедовичи, мощная передающая станция в Пожарах.
В 1983 году псковское телевидение стало цветным.
В 2001 году Псковский радиотелецентр вошел в качестве филиала в состав федерального государственного унитарного предприятия «Российская телевизионная и радиовещательная сеть» (РТРС).
В 2002 году РТРС вел переговоры с областной администрацией о строительстве радиопередающей станции в Пскове и замене ламповых передатчиков.

## Деятельность
5 апреля 2011 года РТРС и администрация Псковской области подписали соглашение о сотрудничестве в области развития телевидения и радиовещания в регионе.
В 2010-е годы РТРС создал в Псковской области сеть цифрового эфирного телерадиовещания из 27 передающих станций . Строительство цифровой телесети в регионе предусматривалось федеральной целевой программой «Развитие телерадиовещания в Российской Федерации на 2009—2018 годы». 20 объектов телесети возводились с нуля.
В апреле 2012 года РТРС начал тестовую трансляцию 10 телеканалов первого мультиплекса в Великих Луках.
5 октября 2012 года РТРС открыл в Пскове центр консультационной поддержки зрителей цифрового эфирного телерадиовещания.
В сентябре 2013 года РТРС начал трансляцию первого мультиплекса в Пскове.
8 июля 2014 года началась трансляция второго мультиплекса в Великих Луках, 25 июня 2015 года — в Пскове.
В ноябре 2014 года завершилось строительство сети вещания первого мультиплекса в Псковской области.
В декабре 2017 года РТРС начал включение программ ГТРК «Псков» в эфирную сетку каналов первого мультиплекса «Россия 1» и «Россия 24».
21 декабря 2017 года в Псковской области начали работу все передатчики второго мультиплекса. 20 цифровых телеканалов стали доступны для 99,94 % населения региона — более 620 тысяч человек.
В 2018 году в регионе начали работу все передатчики второго мультиплекса.
14 октября 2019 года в регионе прекратилось аналоговое вещание федеральных телеканалов.
Совместно с администрацией Псковской области и ГТРК «Псков» филиал РТРС провел акцию «Цифровое телевидение в каждый дом», предполагающую выездные консультации телезрителей в районах и розыгрыши приемного оборудования.
Псковский филиал РТРС обучил техническим нюансам волонтеров, которые помогали телезрителям региона при переходе на цифровое ТВ.
В 2020 году филиал перевел радиовещание ВГТРК в регионе в FM-диапазон.

## Организация вещания
Инфраструктура телерадиовещания псковского филиала РТРС включает:
- областной радиотелевизионный передающий центр;
- 2 производственных территориальных подразделения (цеха);
- центр формирования мультиплексов;
- 28 радиотелевизионных передающих станций;
- 30 антенно-мачтовых сооружений;
- передающая земная станция спутниковой связи;
- 65 приемных земных станций спутниковой связи;
- 54 цифровых телевизионных передатчика;
- 31 радиовещательный передатчик;
- 997,814 км волоконно-оптических линий связи[54].

## Награды
24 сотрудника радиотелецентра имеют почётное звание «Ветеран труда», 10 сотрудников — звание «Почетный радист», пять — звание «Мастер связи». Начальнику цеха «Псков» Андрею Лисову присвоено почётное звание «Заслуженный работник связи и информации».